# Melanargia galene
Melanargia galene är en fjärilsart som beskrevs av Ferdinand Ochsenheimer 1807. Melanargia galene ingår i släktet Melanargia och familjen praktfjärilar. Inga underarter finns listade i Catalogue of Life.